# 홍성대
홍성대(洪性大, 1937년 7월 25일 ~ )는 《수학의 정석》의 저자로 잘 알려진 교육인이다. 현 상산고등학교 이사장이다. 1937년 전라북도 정읍군 태인면에서 태어나 어려서 모친을 여읜 후, 가세가 기울었다.
익산 남성고등학교에 다닐 때 거처를 15번이나 옮겼다. 1957년 서울대학교 수학과에 입학한 후 과외 아르바이트를 하다가 졸업 후 학원 강사로 진출했다. 자신의 교재를 갖기 위해 26세부터 3년간 '수학의 정석'을 집필하였다(1966년에 《수학의 정석I》을 출판).
1981년 상산고등학교를 설립했고 2002년 상산고등학교를 자립형 사립고로 전환시켰다. 2008년 기준으로 도서출판 성지사 회장, 상산고등학교 이사장, 한국사립중고등학교법인협의회 명예회장이다.
가족으로 서울대학교 수학과 박사인 딸 홍재현과 서울대 수학과 석사인 사위 이창형이 있다.

## 같이 보기
- 상산고등학교
- 《수학의 정석》